# Hedwig van Andechs
Hedwig van Andechs ook bekend als Hedwig van Silezië (Andechs, 1174 - Trebnitz, 15 oktober 1243) was hertogin van Silezië en groothertogin-gemalin van Polen. Binnen de Rooms-Katholieke Kerk wordt ze als heilige vereerd. Haar naamdag valt op 16 oktober.

## Levensloop
Hedwig was de dochter van Berthold IV, graaf van Andechs, markgraaf van Istrië en hertog van Meranië en diens gemalin Agnes van Rochlitz, die uit het huis Wettin stamde.
Ze werd opgevoed in het benedictijnenklooster van Kitzingen, waarna ze uitgehuwelijkt werd aan Hendrik I, van 1201 tot 1238 hertog van Silezië en van 1232 tot 1238 groothertog van Polen. In 1186 vond hun huwelijk plaats en ze kregen volgende kinderen:
- Agnes (1190-voor 1214)
- Bolesław (1191-1206/1208)
- Hendrik II (1196-1241), groothertog van Polen en hertog van Silezië.
- Koenraad (1198-1213)
- Sophie (1200-voor 1214)
- Gertrude (1200-1268), werd abdis.
- Wladisław (voor 1208 - 1214/1217)

Als hertogin wilde Hedwig samen met haar gemaal het christelijk geloof in Silezië belangrijker maken en het hertogdom cultureel ontwikkelen. Ook stichtten beide echtgenoten in 1202 de cisterciënzerabdij van Trebnitz.
Als voorbeeld van christelijke naastenliefde wilde Hedwig de kerk steunen. Ook steunde ze de armen en zou ze zelfs in de winter blootsvoets gelopen hebben. Volgens de overlevering verweet Hedwig haar biechtvader dat hij schoenen droeg, waarop ze zijn schoenen in haar handen nam. Als heilige wordt ze dan ook vaak voorgesteld met in de ene hand een paar schoenen en met in de andere hand een kerk.
In 1238 overleed haar echtgenoot, waarna Hedwig toetrad in de door haar opgerichte abdij van Trebnitz. Het was daar dat ze in 1241 vernam dat haar zoon Hendrik II in de slag bij Wahlstatt was gesneuveld. Daarna richtte ze samen met haar schoondochter Anna van Bohemen een benedictijnenabdij op in Wahlstatt.
In oktober 1243 overleed Hedwig van Andechs, waarna ze in het klooster van Trebnitz begraven werd. In 1267 werd ze heilig verklaard. Ze geldt als de patroonheilige van Silezië en Andechs. Toen na de Tweede Wereldoorlog de Duitstalige Sileziërs uit Polen werden verdreven, werd Hedwig het symbool voor het verloren vaderland. Tegenwoordig wordt ze als de patroonheilige van de verzoening tussen Duitsland en Polen aangezien.